# Hammock
Gli Hammock sono un duo musicale ambient/post-rock statunitense formatosi a Nashville nel 2004.

## Storia del gruppo
I membri del gruppo iniziano la propria attività esclusivamente come compositori, senza l'intenzione di pubblicare del materiale. Dopo aver collezionato una quarantina di canzoni, nel 2004 il duo cambia i propri piani. Pubblicano il primo EP, intitolato Stranded Under Endless Sky, e successivamente il primo album, Kenotic, nel 2005.
Nel 2006 pubblicano il loro secondo album in studio, Raising Your Voice Trying to Stop an Echo.  Nel 2007 collaborano dal vivo con i Sigur Rós e con Alex Somers, dei Parachutes. Nel maggio 2008 pubblicano il loro terzo album Maybe They Will Sing for Us Tomorrow.
Nel maggio 2010 pubblicano il quarto album Chasing After Shadows... Living with the Ghosts, edito dalla loro etichetta, la Hammock Music, e distribuito dalla Redeye. Nello stesso anno, in dicembre, pubblicano l'EP Longest Year.
Collaborano con Matthew Ryan nel 2011. Sempre nel 2011 pubblicano quattro nuovi brani attraverso un EP chiamato Asleep in the Downlights, al quale partecipano anche Steve Kilbey e Tim Powles dei The Church. Nel 2012 pubblicano alcuni remix e l'album Departure Songs, un doppio CD uscito nel mese di ottobre. Nel 2013 è la volta di Oblivion Hymns, pubblicato nel mese di novembre. 
Dopo una pausa di tre anni nel 2016 pubblicano "Everything and Nothing" e, successivamente, nel 2017 l'ultima fatica "Mysterium", un album che nasce da un lutto in famiglia e che afferma la costante ricerca musicale del gruppo.

## Formazione
- Marc Byrd
- Andrew Thompson

## Discografia

### Album in studio
- 2005 – Kenotic
- 2006 – Raising Your Voice... Trying to Stop an Echo
- 2008 – Maybe They Will Sing for Us Tomorrow
- 2010 – Chasing After Shadows... Living with the Ghosts
- 2012 – Departure Songs
- 2013 – Oblivion Hymns
- 2016 – Everything and Nothing
- 2017 – Mysterium
- 2018 – Universalis
- 2019 – Silencia
- 2021 – Elsewhere
- 2023 – Love in the Void
- 2024 – A Hopeful Sign (con gli Yellowcard)

### EP
- 2005 – Stranded Under Endless Sky
- 2010 – North West East South
- 2010 – Outtakes: Chasing After Shadows... Living with the Ghosts
- 2010 – Longest Year
- 2011 – Asleep in the Downlights

### Singoli
- 2005 – Black Metallic
- 2012 – Sora